# Carpaccio

Un carpaccio és un plat preparat amb filets de carn o de peix llescats molt prims, crus, amanits amb oli d'oliva, suc de llimona i altres ingredients. Tot i ser un manlleu de l'italià, l'Societat Catalana de Terminologia ha decidit que no cal cap marcatge gràfic com ara cometes o cursiva. L'adaptació catalana *carpatxo es fa servir, però encara no és reconeguda.

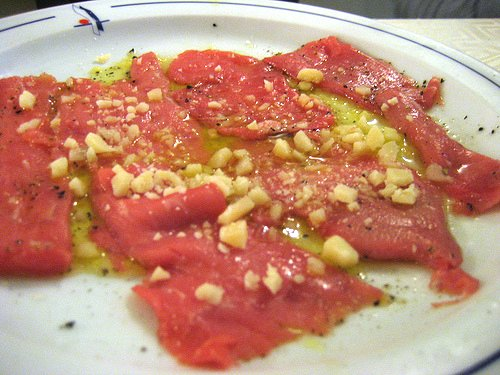
Un carpaccio de carn de vedella

A Europa es va començar a popularitzar a mitjan segle xx. El nom prové de Giuseppe Cipriani, propietari del Harry's Bar de Venècia que va preparar el plat per una client, la famosa contessa Amalia Nani Moncenigo, a qui els metges havien prohibit menjar carn cuita. Va anomenar el plat en referència al pintor Vittore Carpaccio, que fa servir colors rosadencs similars a la carn crua llescada molt prima.